# Vnitřně přechodné kovy
Vnitřně přechodné kovy jsou kovové prvky bloku f periodické tabulky, tedy prvky s protonovým číslem 57-71 a 89-103.
Tyto prvky se dělí na dvě skupiny – lanthanoidy a aktinoidy.

## Reaktivita
Jsou velmi reaktivní, reagují s vodou za vzniku vodíku. Mají vyšší hustotu, teplotu tání a varu než kovy alkalických zemin. Přidávají se do kamínků v zapalovačích, protože na vzduchu snadno hoří. Získávají se elektrolyticky z tavenin chloridů.
Většinou tvoří iontové soli, v nichž tvoří trojmocné kationty M3+. Cer tvoří sérii silných oxidačních činidel v nichž má oxidační číslo +4, např. CeO2. Lehčí aktinoidy (protaktinium až americium) mohou dosáhnout oxidačních stavů +2 až +6.